# Мікшермен
Мікшермен (від англ. mix — змішувати і man — людина) — людина, яка є спеціалістом з роботи на мікшерному пульті під час відеозапису, часто — прямого ефіру.